# فكتور هاي
فكتور هاي (بالأوكرانية: Гей Віктор Ференцович)‏ هو لاعب كرة قدم أوكراني، ولد في 17 أبريل 1974 في زاكارباتيا أوبلاست في أوكرانيا. لعب مع MFA Mukachevo ‏.